# Torture
Torture – singel The Jacksons z albumu Victory. Piosenka została napisana przez Jackiego Jacksona i Kathy Wakefield. 

## Teledysk
Reżyserem teledysku był Jeff Stein. Michael i Jermaine nie występują w klipie, jednak Michael został w nim "zastąpiony" przez manekina.

## Lista Utworów
12"
1. Torture (Extended 12" Dance Mix)
2. Torture (Instrumental)

## Notowania
| Lista (1984)                      | Najwyższa pozycja |
| --------------------------------- | ----------------- |
| Billboard Hot 100                 | 17                |
| Billboard Hot R&B/Hip-Hop Singles | 12                |
| UK Singles Chart                  | 26                |